# Itzehecáyan
Itzehecáyan (del náhuatl: Itzehecayan ‘El lugar donde ventea la obsidiana’‘itztli, cuchillo o navaja de obsidiana; eheca, hacer viento; yan, lugar donde ocurre una acción’) en la mitología mexica es el cuarto estrato subterráneo del inframundo para llegar hasta el Mictlán, un lugar desolado de hielo y piedra abrupta, una sierra con aristas cortantes compuesta de ocho collados en los que siempre caía nieve llamados Cehuecáyan (del náhuatl: cehuecayan ‘el lugar que tiene un hábitat con nieve’‘cectli, nieve; hui, que tiene; calli, hábitat; yan, lugar’).